# Jewgienij Dragunow
Jewgienij Fiodorowicz Dragunow, ros. Евгений Фёдорович Драгунов (ur. 20 lutego 1920 w Iżewsku, zm. 4 sierpnia 1991 tamże) – radziecki i rosyjski konstruktor broni strzeleckiej. Zasłynął ze stworzenia karabinu wyborowego SWD.

## Życiorys
Jewgienij Dragunow pochodził z rodziny związanej z produkcją broni w zakładach iżewskich. Od 1939 służył w Armii Czerwonej. W czasie II wojny światowej pełnił funkcję oficera uzbrojeniowca. Po wojnie ukończył w Iżewsku studia wyższe i od 1950 zajmował się konstruowaniem sportowej broni strzeleckiej. Skonstruował 27 typów tego rodzaju broni, między innymi karabinki sportowe: Zenit, Strieła, MC-50, MWC-50, Biatlon-7. W 1959 przedstawił projekt stworzonego przez siebie karabinu snajperskiego – SWD, który został przyjęty na uzbrojenie Armii Radzieckiej w 1963. Zmarł 4 sierpnia 1991, pochowany na Cmentarzu Chochrjakowskim w Iżewsku.
Został odznaczony m.in. Orderem „Znak Honoru”. Laureat Nagrody Leninowskiej (1964) i Państwowej Nagrody Federacji Rosyjskiej (1997, pośmiertnie).